# Liste der Baudenkmale in Goslar - Rammelsberger Straße
In der Liste der Baudenkmale in Goslar - Rammelsberger Straße sind alle Baudenkmale in der Rammelsberger Straße der niedersächsischen Gemeinde Goslar aufgelistet. Die Quelle der Baudenkmale ist der Denkmalatlas Niedersachsen. Der Stand der Liste ist der 22. Oktober 2022.

## Allgemein
In den Spalten befinden sich folgende Informationen:
- Lage: die Adresse des Baudenkmales und die geographischen Koordinaten. Kartenansicht, um Koordinaten zu setzen. In der Kartenansicht sind Baudenkmale ohne Koordinaten mit einem roten Marker dargestellt und können in der Karte gesetzt werden. Baudenkmale ohne Bild sind mit einem blauen Marker gekennzeichnet, Baudenkmale mit Bild mit einem grünen Marker.
- Bezeichnung: Bezeichnung des Baudenkmales
- Beschreibung: die Beschreibung des Baudenkmales. Unter § 3 Abs. 2 NDSchG werden Einzeldenkmale und unter § 3 Abs. 3 NDSchG Gruppen baulicher Anlagen und deren Bestandteile ausgewiesen.
- ID: die Objekt-ID des Baudenkmales
- Bild: ein Bild des Baudenkmales, ggf. zusätzlich mit einem Link zu weiteren Fotos des Baudenkmals im Medienarchiv Wikimedia Commons. Wenn man auf das Kamerasymbol klickt, können Fotos zu Baudenkmalen aus dieser Liste hochgeladen werden:

Zurück zur Hauptliste
| Lage                                                       | Bezeichnung                                       | Beschreibung | ID       | Bild |
| ---------------------------------------------------------- | ------------------------------------------------- | --- | -------- | ---- |
| Rammelsberger Straße 51° 54′ 5″ N, 10° 25′ 30″ O           | Stadtmauer                                        | | 41207292 | BW   |
| Rammelsberger Straße 51° 53′ 56″ N, 10° 24′ 58″ O          | Brücke                                            | | 36546673 | BW   |
| Rammelsberger Straße 51° 53′ 49″ N, 10° 25′ 1″ O           | Mundloch d. Ratstiefenstollens                    | | 36546758 | BW   |
| Rammelsberger Straße 2 51° 54′ 5″ N, 10° 25′ 8″ O          | Hauptverwaltung Unterharzer Berg- und Hüttenwerke | Errichtet 1957–58 nach Entwürfen des Braunschweiger Architekten Friedrich Wilhelm Kraemer im Tal der Gose unterhalb des Rammelsbergs. Stahlbetonskelettbau mit Flachdach, bestehend aus siebengeschossigem Hochbau und eingeschossigem Flachbau mit zwei Innenhöfen, frei stehend neben einem Flusslauf; Hochbau aufgeständert über dem Flachbau, die oberste Etage als Staffelgeschoss ausgebildet. An den Längsseiten: Rasterfassaden mit hochrechteckigen Fensterformaten sowie grünen Brüstungspanelen, an den Stirnseiten: mittige Verglasung, Seitenflächen mit Natursteinverkleidung, horizontale Bänderung durch hell abgesetzte Geschossdecken. Glasfassaden in Pfosten-Riegel-Konstruktion. | 36546972 | BW   |
| Rammelsberger Straße 25 51° 53′ 57″ N, 10° 25′ 8″ O        | Jugendherberge                                    | | 36546898 |      |
| Rammelsberger Straße 44 51° 53′ 49″ N, 10° 25′ 2″ O        | Wohnhaus                                          | | 36625508 |      |
| Rammelsberger Straße 45 51° 53′ 52″ N, 10° 25′ 4″ O        | Wohnhaus                                          | | 36625249 |      |
| Rammelsberger Straße 45 51° 53′ 52″ N, 10° 25′ 4″ O        | Nebengebäude                                      | | 36626330 |      |
| Rammelsberger Straße 46 51° 53′ 48″ N, 10° 25′ 2″ O        | Wohnhaus                                          | | 36625530 |      |
| Rammelsberger Straße 47 51° 53′ 51″ N, 10° 25′ 4″ O        | Wohnhaus                                          | | 36625279 |      |
| Rammelsberger Straße 47 51° 53′ 51″ N, 10° 25′ 4″ O        | Nebengebäude                                      | | 36626303 | BW   |
| Rammelsberger Straße 48 51° 53′ 47″ N, 10° 25′ 2″ O        | Wohnhaus                                          | | 36625552 |      |
| Rammelsberger Straße 49 51° 53′ 50″ N, 10° 25′ 4″ O        | Wohnhaus                                          | | 36625221 |      |
| Rammelsberger Straße 49 51° 53′ 50″ N, 10° 25′ 4″ O        | Nebengebäude                                      | | 36626359 |      |
| Rammelsberger Straße 50 51° 53′ 46″ N, 10° 25′ 1″ O        | Wohnhaus                                          | | 36624402 |      |
| Rammelsberger Straße 51 / 53 51° 53′ 47″ N, 10° 25′ 4″ O   | Wohnhaus                                          | | 36546948 |      |
| Rammelsberger Straße 52 51° 53′ 44″ N, 10° 25′ 1″ O        | Wohnhaus                                          | | 36624428 |      |
| Rammelsberger Straße 54 51° 53′ 43″ N, 10° 25′ 1″ O        | Wohnhaus                                          | | 36624454 |      |
| Rammelsberger Straße 56 / 58 51° 53′ 42″ N, 10° 25′ 1″ O   | Wohnhaus                                          | | 36625640 |      |
| Rammelsberger Straße 60 / 62 51° 53′ 41″ N, 10° 25′ 1″ O   | Wohnhaus                                          | | 36625662 |      |
| Rammelsberger Straße 64 / 66 51° 53′ 40″ N, 10° 25′ 1″ O   | Wohnhaus                                          | | 36625684 |      |
| Rammelsberger Straße 68 / 70 51° 53′ 39″ N, 10° 25′ 1″ O   | Wohnhaus                                          | | 36625948 |      |
| Rammelsberger Straße 72 / 74 51° 53′ 38″ N, 10° 25′ 2″ O   | Wohnhaus                                          | | 36625706 |      |
| Rammelsberger Straße 76 / 78 51° 53′ 37″ N, 10° 25′ 2″ O   | Wohnhaus                                          | | 36625728 |      |
| Rammelsberger Straße 79 51° 53′ 37″ N, 10° 25′ 5″ O        | Wohnhaus                                          | | 36625794 |      |
| Rammelsberger Straße 80 / 82 51° 53′ 37″ N, 10° 25′ 3″ O   | Wohnhaus                                          | | 36625750 |      |
| Rammelsberger Straße 84 / 86 51° 53′ 36″ N, 10° 25′ 3″ O   | Wohnhaus                                          | | 36625772 |      |
| Rammelsberger Straße 95 / 97 51° 53′ 32″ N, 10° 25′ 6″ O   | Wohnhaus                                          | | 36546716 |      |
| Rammelsberger Straße 98 a / b 51° 53′ 32″ N, 10° 25′ 0″ O  | Wohnhaus                                          | | 36625882 | BW   |
| Rammelsberger Straße 100 / 102 51° 53′ 31″ N, 10° 25′ 0″ O | Wohnhaus                                          | | 36625904 | BW   |
| Rammelsberger Straße 101 51° 53′ 29″ N, 10° 25′ 28″ O      | Maltermeister Turm                                | | 36546216 |      |
| Rammelsberger Straße 103 51° 53′ 30″ N, 10° 25′ 34″ O      | Winkler-Wetterschacht                             | | 36546737 |      |
| Rammelsberger Straße 104 51° 53′ 29″ N, 10° 25′ 0″ O       | Wohnhaus                                          | | 36625926 | BW   |
| Rammelsberger Straße 51° 53′ 30″ N, 10° 25′ 4″ O           | Rundeindicker                                     | | 36546694 | BW   |